# سسک دم‌سبز
سسک دم‌سبز (نام علمی: Microligea palustris) نام یک گونه از تیره چرخ‌ریسکیان است.